# Mrčevo (Czarnogóra)
Mrčevo (cyr. Мрчево) – wieś w Czarnogórze, w gminie Pljevlja. W 2003 roku liczyła 16 mieszkańców.